# Pogona barbata
Dragon barbu de l'Est
Espèce
Synonymes
- Agama barbata Cuvier, 1829
- Stellio discosomus Peron, 1807

Statut de conservation UICN

 LC  : Préoccupation mineure
Pogona barbata, le Dragon barbu de l'Est, est une espèce de sauriens de la famille des Agamidae.

## Répartition
Cette espèce est endémique d'Australie. Elle se rencontre au Queensland, en Nouvelle-Galles du Sud, au Victoria et en Australie-Méridionale.

## Description

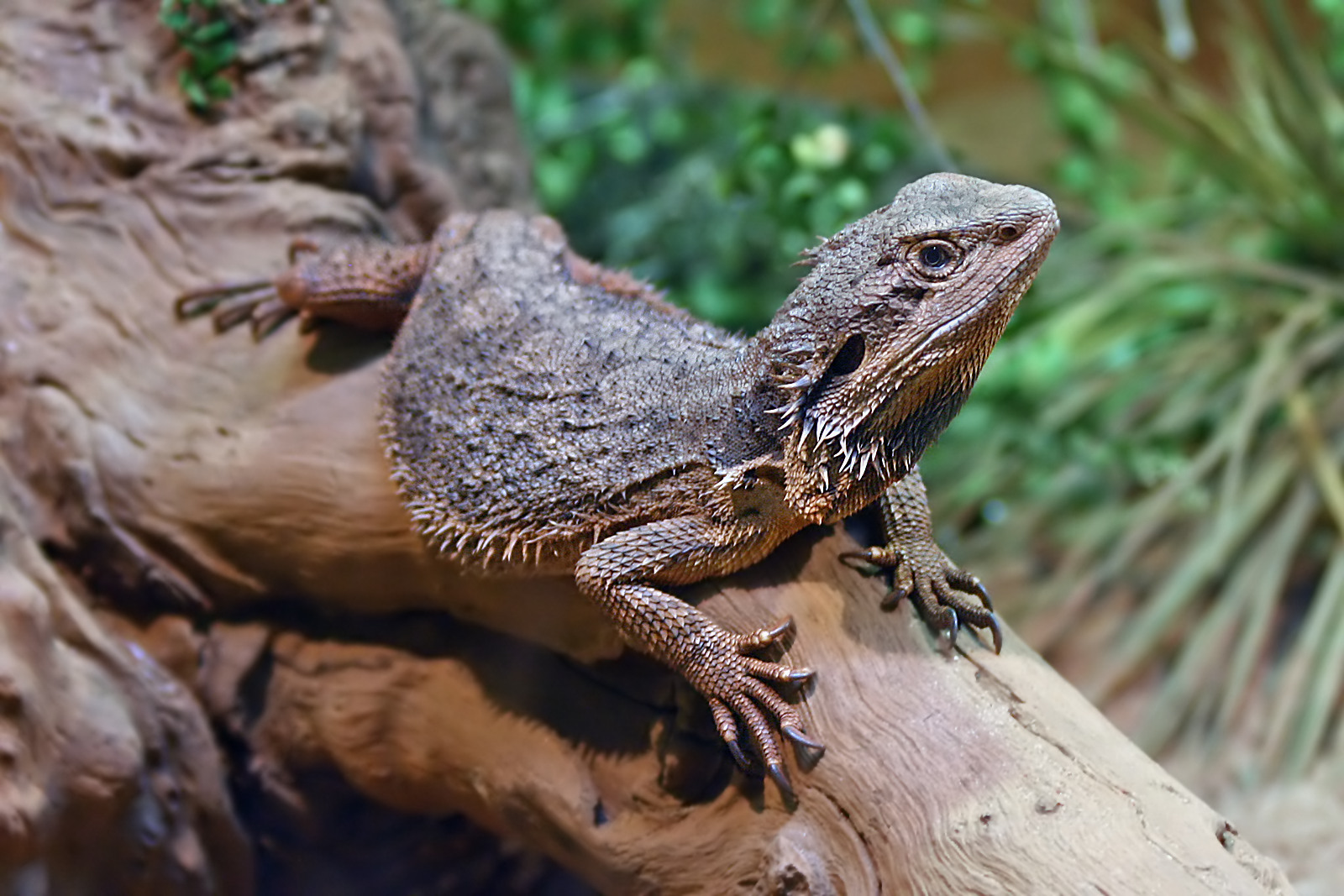
Pogona barbata

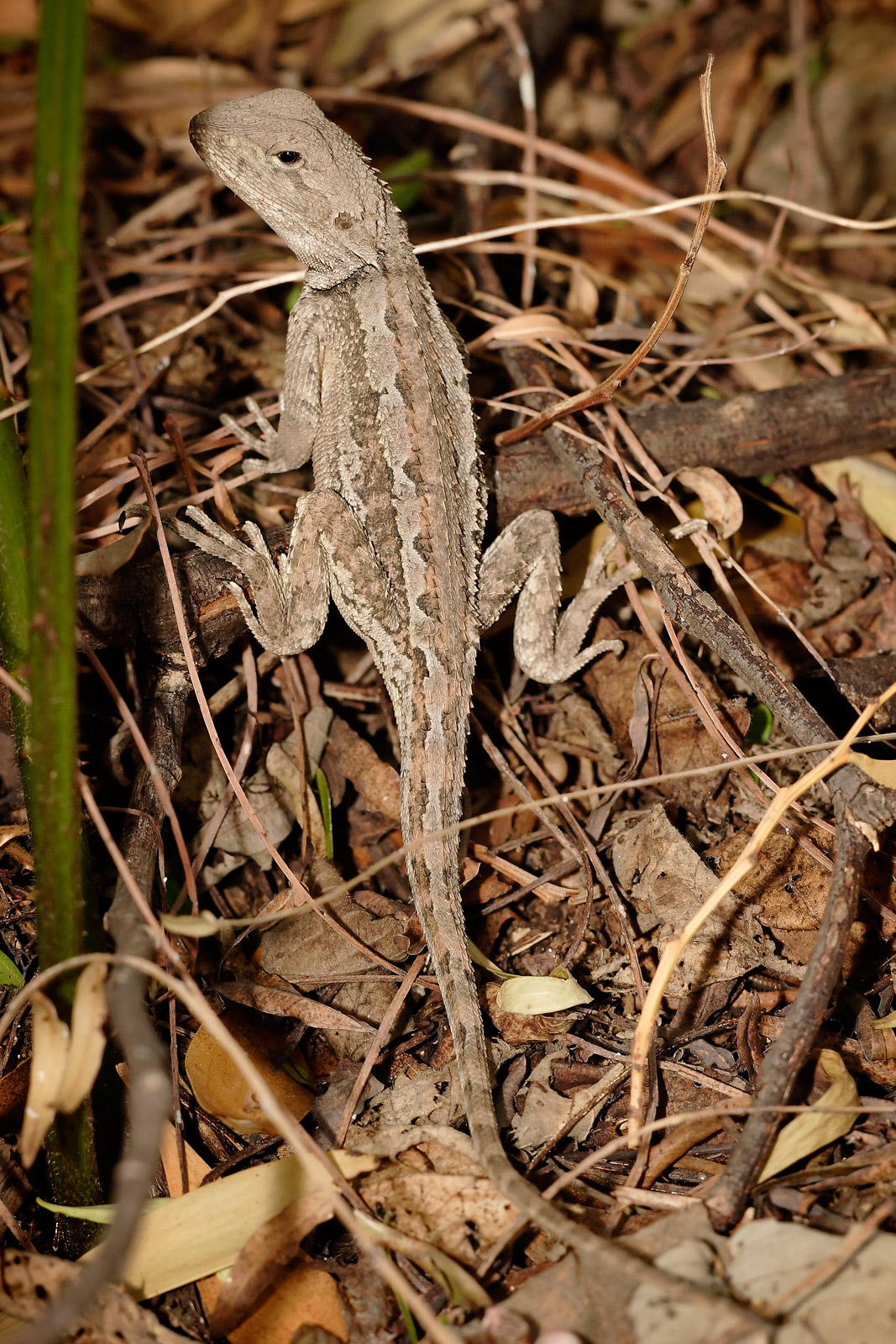
Pogona barbata

Il mesure une soixantaine de centimètres de long avec la queue, vingt-cinq sans la queue. Le corps est généralement gris mais il peut être quelquefois brun, allant du brun jaunâtre au brun foncé. Le ventre est blanc ou gris pâle. L'intérieur de la bouche est d'un jaune brillant. Le mâle adulte possède autour du cou des petites excroissances ressemblant à des poils qui sont à l'origine de son nom de « dragon barbu ». Il ressemble beaucoup à son cousin, Pogona vitticeps mais il s'en distingue par deux points : son corps est plus fuselé et surtout par les rangées d'épines qu'il a de part et d'autre du corps et qui continuent sur les pattes avant.

## Mode de vie
C'est un animal assez sociable. Lorsqu'il se sent menacé, il va prendre une posture de défense en ouvrant sa gueule, redressant ses « poils » et gonflant son corps.

## Alimentation
Il se nourrit d'insectes, de rongeurs et de fruits.

## Reproduction
La femelle pond une trentaine d'œufs dans un terrier peu profond.

## En captivité

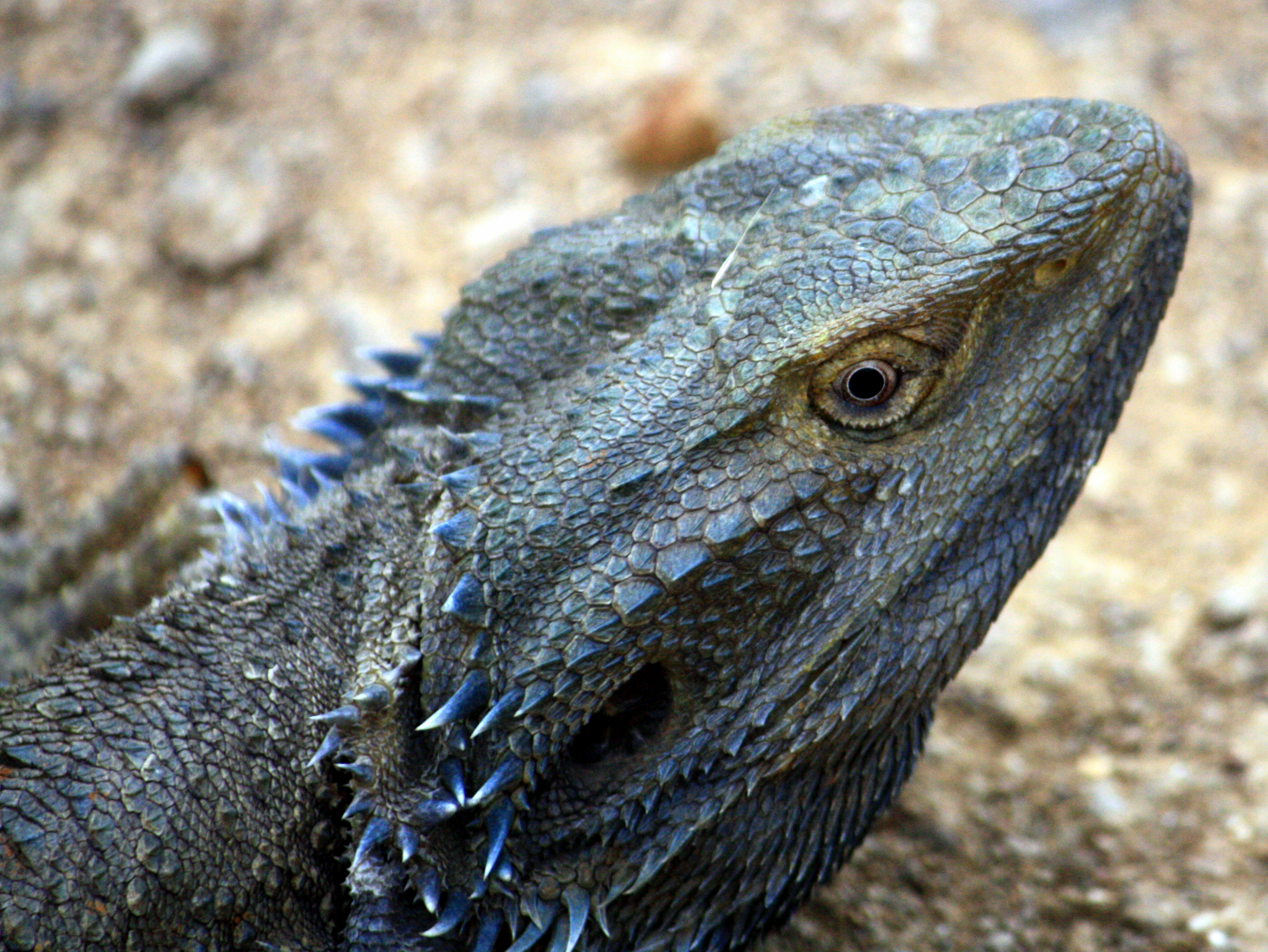
Pogona barbata

Pogona barbata est élevé en tant qu'animal de compagnie.

## Publication originale
- Cuvier, 1829 : Le Règne Animal distribué, d'après son organisation, pour servir de base à l'Histoire Naturelle des Animaux et d'introduction à l'Anatomie Comparé. Nouvelle Édition. Les Reptiles. Déterville, Paris, vol. 2, p. 1-406 (texte intégral)